# Ape Out
Ape Out est un jeu vidéo de type beat them all développé par Gabe Cuzzillo et édité par Devolver Digital, sorti en 2019 sur Windows et Nintendo Switch.

## Système de jeu
Le joueur incarne un gorille devant échapper aux humains en vue de dessus.